# Politikåret 2002

## Händelser

### Januari
- 1 januari - Eurosedlar och -mynt introduceras i alla EU-medlemsländerna utom Danmark, Storbritannien och Sverige.
- 2 januari - Peronisten Eduardo Duhalde, guvernör i Buenos Aires-provinsen, tillträder som ny president i Argentina. Kritiker hävdar att han inte alltid står på rätt sida om lagen.[1]
- 8 januari - Sveriges statsminister Göran Persson skisserar ett schema för svenskt EMU-inträde i en DN-intervju, med folkomröstning i mars 2003, EMU-medlemskap 1 januari 2005 och byte till Europengar ett år senare.[1]
- 10 januari - En åklagare i Sverige inleder förundersökning mot svenske biträdande näringsministern Mona Sahlin, som misstänks för att ha använt sin familjs bil fastän den haft körförbud. Flera socialdemokratiska partidistrikt kräver hennes avgång, men svenske statsministern Göran Persson avvaktar beslutet.[1]
- 13 januari - Domarkåren i Italien står i konfrontation med Silvio Berlusconis regering. Den gångna fredagen kritiserade Milanos chefsåklagare Francesco Saverio Borrelli nedskärningarna på polisbeskydd av hotade domare, och att justitieministern flyttat den domare som håller i ett av målen mot Silvio Berlusconi. Denna dag svarar inrikesministern med att stämma Francesco Saverio Borrelli, som Silvio Berlusconi menar är ett "offer för politiskt styrda domare".[1]
- 14 januari - Sverigees statsminister Göran Persson förklarar att Mona Sahlin stannar som statsråd i svenska regeringen, då han menar att det skulle vara alltför svårt att tvinga henne sluta, men att hennes slarv inte är acceptabelt. Mona Sahlin är ångerfull, och säger att hon känt sig "arg, ledsen och dum", men att förseelsen var mycket ringa och att journalisten som följde efter henne hemifrån körde i kollektivfilen och bara hade ett fungerande lyse, och därmed riskerade ännu högre böter.[1]
- 17 januari - Danmark planerar att införa hårdare regler för invandrare. Först efter sju år kan flyktingar få permanent uppehållstillstånd, och asylsökande skall inte få gifta sig.[1]
- 19 januari - Diplomatisk kris mellan Kina och USA hotar sedan Kinas presidentflygplan visat sig innehålla spionutrustning, troligtvis installerad i USA.[1]
- 23 januari - Jörg Haiders FPÖ har lyckats få in 915 000 underskrifter, 15,5 % av Österrikes väljarkår, på en kravlista för att stänga kärnkraftverket Temelín i Tjeckien. Frågan måste därmed tas upp i Österrikes parlament inom sex månader, och regeringskoalitionen riskerar att spricka.[1]

### Februari
- 5 februari - USA:s president George W. Bush överlämnar statsbudgeten om 2 130 miljarder amerikanska dollar till USA:s kongress. Militärbudgeten, den högsta sedan kalla krigets dagar, anslår 369 miljarder amerikanska dollar, varav 48 miljarder är nytillskott, vilket bara det är mer än de flesta länders totala försvarsutgifter. Demokraterna är kritiska, och menar att politiken stryper anslag till familjerna, medan skattesänkningar för rika kvarstår. Efter tre år av överskott uppnår budgeten denna gång underskott på 106 miljarder amerikanska dollar.[1]
- 10 februari - Zimbabwe släpper in Pierre Schori och EU:s grupp på 30 valobservatörer inför presidentvalet.[1]
- 11 februari - Zimbabwes utrikesminister Stan Mudenge menar att EU:s valobservatörer enbart är välkomna som turister. EU har hotat med sanktioner mot regimen om inte oberoende valobservatörer och journalister släpps in.[1]
- 16 februari - Zimbabwe utvisar Pierre Schori, ledare för EU-valobservatörerna.[1]
- 18 februari - EU drar tillbaka sina valobservatörer från Zimbabwe och inför sanktioner mot president Robert Mugabe och hans krets, totalt ett tjugotal personer, och förhandlingar om regeringsstyrt bistånd avbryts, medan ekonomiska tillgångar inom EU fryses. Robert Mugabe och hans krets har dock mycket tid på sig att tömma sina konton.[1]

### Mars
- 2 mars - Över 30 000 personer marscherar i Rom som protest mot Silvio Berlusconis mitten-högerregering. Nästan samtliga vänsterpartier deltar, och menar att "högern splittrar Italien".[1]
- 23 mars - Cirka två miljoner italienare i Rom demonstrerar mot Silvio Berlusconis regerings förslag till "försämrad" arbetsrätt, samt mot terrorism. Silvio Berlusconi menar att facket efter mordet på Marco Biagi bör fortsätta förhandla "i en ny helt anda" om försämrad anställningstrygghet, vilket oppositionen menar är odemokratiskt och oetiskt.[1]
- 14 mars – EU:s utrikespolitiska representant Javier Solana har lyckats övertyga Montenegro att lägga självständighetsplanerna på hyllan, och Serbien att avskaffa Jugoslavien och i stället införa en, ny federation.[1]
- 18 mars – Cirka 25 000 personer demonstrerar i Gibraltar mot brittisk-spanska förhandlingar om större spansk kontroll. Regeringschef Peter Caruana uppmanar britterna att avbryta samtalen. [1]

### April
- 14 april - Xamana Gusmao vinner presidentvalet i Östtimor.[1]
- 16 april - Minst 13 miljoner italienska arbetare genomför en åtta timmar lång generalstrejk mot Silvio Berlusconi.[1]
- 17 april - I Sverige vill Anders Björck slå samman Sveriges riksdags fyra borgerliga partier till ett.[1]
- 24 april - Argentinas femte finansminister på ett år, Jorge Remes Lenicov, avgår då kongressen avslagit hans förlag att tvångsomvandla sparpengar till obligationer.[1]

### Maj
- 1 maj – 1,3 miljoner personer i Frankrike demonstrerar på första maj mot Jean-Marie Le Pen. Jean-Marie Le Pen själv samlar 10 000 anhängare, bland annat skinnskallar. I Berlin urartar första maj med kravaller, butiksplundringar och eldar på gatorna. I Sverige demonstrerar moderater på första maj.[1]
- 5 maj – I Sverige möter Folkpartiets Lars Leijonborg Sverigedemokraterna i en TV-debatt och menar att invandrare bär upp svensk välfärd, inte hotar den.[1]
- 6 maj – I Nederländerna har en 32-årig vänsterextremist, känd för sitt engagemang i militanta miljö- och djurrättsrörelser, gripits för mordet på Pim Fortuyn. Motivet är ännu oklart.[1]
- 20 maj - Östtimor blir självständigt.
- 22 maj - USA:s president George W. Bush möts av demonstrationer och kravaller i Berlin i protest mot USA:s utrikespolitik.[1]
- 24 maj - Finlands riksdag godkänner byggandet av ett femte kärnkraftverk i Finland.[1]
- 26 maj - Danmark stramar åt sin invandringspolitik. Nio års medborgarskap ersätts av sju, dessutom införs krav på godkända språk och samhällskunskapsprov. Dessutom får ingen under 24 år danskt medborgarskap då han/hon gifter sig med en dansk. I en TV-debatt med Dansk folkepartis ledare Pia Kjærsgaard river Lars Leijonborg sönder en av partiets affischer.[1]

### Juni
- 5 juni – Sveriges riksdag godkänner homoadoptioner med röstsiffrorna 198-38 (71 nedlagda). Enbart KD röstar nej på all punkter.[1]
- 15 juni – Madagaskars nye president, mångmiljardären Marc Ravalomanana säkrar makten sedan Didier Ratsiraka begett sig till Paris med sin familj. Maktstriden har pågått sedan valet i december 2001, då Didier Ratsiraka vägrade erkänna valförlusten och inbördeskrig har hotat.[1]
- 27 juni – I Kuba driver president Fidel Castro igenom en grundlagsreform som gör socialismen "oåterkallelig".[1]

### Juli
- 8 juli – I Turkiet hotas EU-inträdet av politiskt och ekonomisk kris, och fyra ministrar avgår under dagen.[1]
- 9 juli – Efter 39 år ersätts OAU av AU.[1]
- 13 juli – LPF tar ansvar för invandringsfrågorna i Nederländernas regering.[1]
- 18 juli
  - Indien, Abdul Kalam tillträder som president.
  - Schweiz ansöker om FN-medlemskap.[1]
- 24 juli - Albanien, Alfred Moisiu blir vald till president.

### Augusti
- 3 augusti – Turkiet röstar för ett reformpaket, där många fri- och rättigheter för första gången lagstadgas. Bland annat avskaffas dödsstraffet.[1]

- 14 augusti – Sju av tio svenskar tycker det är rimligt att avkräva språktest av personer som söker svenskt medborgarskap. Göran Persson och Maud Olofsson menar att det framför allt är på arbetet som invandrare lär sig svenska, och att arbetslösheten därför är ett större problem.[1]
- 27 augusti – I Spanien förbjuds ETA:s politiska gren Batasuna, och vallokalerna i Bilbao tvångsutryms av polisen.[1]

### September
- 5 september – En ung man försöker skjuta Afghanistans president Hamir Karzai i Kandahar, men skjuts själv ned av en vakt innan presidenten kommit till skada.[1]
- 9 september – Österrikes regering splittras då FPÖ vägrar skjuta upp planerade skattesänkningar för att betala skadorna på sommarens översvämningar.[1]
- 15 september – I Sverige hålls val till kommun, landsting och riksdag
- 19 september – I Sverige avgår Per Unckel som Moderaternas gruppledare i riksdagen.[1]
- 26 september – I Sverige avbryter Göran Persson förhandlingarna med Miljöpartiet och vägrar återuppta dem innan förhandlingarna med Centerpartiet, Folkpartiet och KD avslutats. Miljöpartiet hade gått till val på samarbete med Socialdemokraterna.[1]
- 27 september – I Sverige hoppar Centerpartiet av samtalen med Miljöpartiet om mittenregering då man inte kunnat komma överens om besparingar, satsningar och skattesänkningar.[1]

### Oktober
- 1 oktober - I Sverige kommer Miljöpartiet efter två veckors förhandlingar överens med svenska regeringen om fortsatt regeringssamarbete. Miljöpartiet får inga ministerposter, men lyckas genom sin vågmästarroll driva igenom flera hjärtefrågor.[2]
- 8 oktober - Sveriges finansminister Bo Ringholm lägger presenterar svenska statens budget för 2003.[2]
- 9 oktober - I Stockholms stadshus bryter förhandlingarna samman mellan Socialdemokraterna, Vänsterpartiet och Miljöpartiet då Miljöpartiet avvisar Socialdemokraternas slutbud i frågan om utbyggnaden av trafikleder.[2]
- 15 oktober - Sveriges näringsminister Björn Rosengren avgår, och statsminister Göran Persson avskedar demokrati- och förvaltningsminister Britta Lejon. Socialförsäkringsminister Ingela Thalén avgår, försvarsminister Björn von Sydow blir talman och miljöminister Kjell Larsson lämnar politiken av hälsoskäl.[2]
- 18 oktober – Nästan en miljon fackligt aktiva generalstrejkar i Italien som protest mot Silvio Berlusconis regerings inskränkningar i arbetsrätten, och mot biltillverkaren Fiats planerade neddragningar, där femte anställd varslas om uppsägning under året, totalt uppges 280 000 jobb hotas.[2]

### November
- 4 november – Inköpschefsindex för oktober visar att varken lågkonjunktur eller tecken på återhämtning i Sverige. Företag drar dock ner på personal, och leveranstiderna krymper, vilket visar att efterfrågan är svag. Samma tendens gäller EMU-länderna, vars arbetslöshet ökar, samt USA där stagflationen anses bero på oron för terrorism och krig.[2]
- 8 november – Det avslöjats att Sveriges migrations- och biståndsminister Jan O. Karlsson bjudit kollegor på kräftskiva samt låtit UD betala för representationen. Många upprörs, och han betalar skyndsamt tillbaka notan på 3 785 SEK.[2]
- 9 november - FN:s säkerhetsråd godkänner en resolution som kräver att Irak förstör alla sina massförstörelsevapen.
- 11 november – Sveriges migrations- och biståndsminister Jan O. Karlsson avgår inte ur svenska regeringen efter turerna kring dubbla löner samt kräftskivan, men ber i media om ursäkt och beslutar att skänka statsrådslönen till Olof Palmes minnesfond.[2]
- 14 november - Kinas partiledning avgår, och banar iväg för föryngring. Ingenjör Hu Jintao blir ny generalsekreterare för Kinas kommunistiska parti.[2]
- 18 november - Italiens tidigare premiärminister Giulio Andreotti döms till 24 års fängelse för anstiftan till mordet 1979 på journalisten Carmine Pecorelli. Många menar att premiärminister Silvio Berlusconi planerar att utforma Italiens rättsväsen efter eget tycke, och att domen är en del av detta.[2]
- 19 november - När EU:s utrikesministrar möts i Bryssel beslutas att ge Vitrysslands president Aleksandr Lukasjenko och hans närmaste män inreseförbud till alla EU-medlemsländer, i protest mot regimens ovilja att samarbete internationellt, men även på grund av bristande demokrati.[2]

### December
- 13 december - I Köpenhamn hålls EU-toppmöte, där Estland, Lettland, Litauen, Polen, Tjeckien, Slovakien, Ungern, Slovenien, Cypern och Malta skall tillåtas inträde i EU från 1 maj 2004.[2]
- 18 december – Afghanistans president Hamid Karzai besöker Stockholm i Sverige ett år efter talibanregimens fall.[2]

## Val och folkomröstningar
- 3 februari – Första fria kommunalvalen i Kambodja, och Kambodjanska folkpartiet får över 50 % av rösterna. Den 10-åriga demokratin har tidigare genomfört två parlamentsval, men det politiska våldet har ökat och ingen av de Röda khmerernas tidigare ledare har ställts till svars.[1]
- 7 mars – Irland säger i en folkomröstning nej till skärpt abortlag.[1]
- 9 mars – Zimbabwe går till val efter en kampanj präglad av juridiska tricks, terror och trakasserier från regeringssidan. Valutgången är osäker trots omfattande fusk.[1]
- 21 april och 5 maj – Presidentval i Frankrike. I första omgången slår Jean-Marie Le Pen oväntat ut socialisten Lionel Jospin. Spontana protester mot valutgången genomförs. I andra omgången vinner Jacques Chirac överlägset med 82 %, mot 18 % för Jean-Marie Le Pen.[1]
- 30 april – Lagtingsval på Färöarna.
- 13 juni – Hamid Karzai väljs med 1 295 röstsiffror av totalt 1 500 till ny president i Azerbajdzjan.[1]
- 16 juni – Högern vinner en jordskredsseger vid parlamentsvalet i Frankrike, vilket gör Jacques Chirac till Frankrikes mäktigaste president i modern tid.[1]
- 15 september - Sverige, den socialdemokratiska regeringen sitter kvar efter valet. Detta efter att Miljöpartiet de Gröna efter omfattande förhandlingar med Folkpartiet Liberalerna, Centerpartiet och Kristdemokraterna beslutat sig för att fortsätta stödja Socialdemokraterna.
- 22 september – Tyskland går till förbundsdagsval som är jämnt in i det sista. Förbundskansler Gerhard Schröders SPD vinner före CDU (också 38.5 %) och kan därmed bilda majoritetsregering med Die Grünen (8.6 &). Arbetslösheten är den stora frågan. [1]
- 29 september – Marocko går till val. Ett 30-tal kvinnor väntas välja in i parlamentet, mot tidigare enbart två. Bara drygt hälften av de röstberättigade deltar.[1]
- 20 oktober - Sist ut i EU ratificerar Irland Nicefördraget samt EU:s framtida utvidgning, detta genom folkomröstning där 63 % får ja, 37 % nej.[2]
- 28 oktober – Brasilien går till presidentval där tidigare svarvaren Luiz Inácio Lula da Silva väljs till första president med arbetarbakgrund.[2]
- 3 november – Turkiet går till parlamentsval där moderata islamiska Rättvise- och utvecklingspartiet vinner med 34.2 %, vilket ses som en protest mot den politiska korruptionen. President Recep Tayyip Erdoğan säger att han tänker respektera alla republikens livsstilar, samt göra en kraftansträngning om turkiskt förhandlingar om EU-medlemskap.[2]
- 6 november – Republikanska partiet vinner stort vid kongress- och guvernörsvalen i USA, med majoritet både i senaten och representanthuset.[2]
- 29 december - Vid parlamentsval i Kenya konstateras 71-årige oppositionsledaren Mwat Kibiki ha fått flest röster efter 39 år med Kanupartiet vid makten.[2]

## Organisationshändelser
- 9 januari - Vänsterpartiets kongress inleds i Västerås. Partiledaren Gurdrun Schyman menar att fattigdom, förtryck och mänskliga rättigheter är terrorismens djupare orsaker, och pekar framför allt ut det "globala kvinnoförtrycket". Hon kräver också att Afghanistanfrågan återgår till FN:s säkerhetsråd, eftersom det inte anses kunna handla om självförsvar efter att talibanregimen fallit.[1]
- 27 januari - I Sverige kritiseras Vänsterpartiets partiledare Gurdrun Schyman för sitt tal om könsmakt på partikongressen, framför allt sedan hon påstås ha jämfört svenska män med afghanska talibaner, samt talet om "död åt familjen".[1]
- 24 februari - I Sverige föreslår Miljöpartiets valberedning ny lösning på den kritiserade modellen med två jämställda språkrör, vilken består av tre ledare. Åsa Domeij hade krävt införandet av traditionell partiledare, och hon var själv tilltänkt med posten, men tackade nej denna helg. Hon meddelade dock inte styrelsen, och blir i stället vice språkrör efter huvudspråkrör Cales Roxbergh, kommunalråd i Göteborg, samt andra vice språkrör, 28-årige Maria Wetterstrand.[1]
- 25 juni – Alliansen för nationernas Europa bildas.
- 5 november – Sveriges finansminister Bo Ringholm, som också är ordförande i Stockholms arbetarekommun, tillbakavisar anklagelser om maktmygel i den socialdemokratiska Stockholmspolitiken. Han menar att kritiken utgår från gammal verklighet. Tidigare skolborgarrådet Tija Torpe hävdar att många slutar på grund av brist på fri debatt, samt uppgjorda omröstningar som satts i system av inre nätverk inom LO och SSU.[2]
- 16 november - Sveriges socialdemokratiska arbetareparti beslutar om svensk folkomröstning i EMU-fråga kommande höst, med svenskt EMU-medlemskap vid ja-majoritet från 1 januari 2006.[1]
- Okänt datum – Gröna Studenter bildas i Sverige.

## Avlidna
- 4 februari – Agatha Barbara, Maltas president 1982–1989.
- 22 februari – Jonas Savimbi, angolansk politiker.
- 12 mars – Spyros Kyprianou, Cyperns president 1977–1988.
- 20 mars – Marco Biagi, Silvio Berlusconis rådgivare. Ihjälskjuten.[1]
- 5 maj – Hugo Banzer, Bolivias president 1971–1978 och 1997–2001.
- 6 maj – Pim Fortuyn, nederländsk politiker. Mördad under pågående valkampanj.[1]
- 4 juni – Fernando Belaúnde Terry, Perus president 1963–1968 och 1980–1985.
- 6 juli – Abdul Qadir, Afghanistans vicepresident. Mördad.[1]
- 14 juli – Joaquín Balaguer, Dominikanska republikens president 1960–1962, 1966–1978 och 1986–1996.
- 27 juli – Sven Hammarberg, svensk socialdemokratisk politiker, riksdagsledamot.
- 17 november – Abba Eban, israelisk utrikesminister.
- 5 december – Ne Win, Burmas president 1974–1981.
- 8 december – Gunnar Helén, svensk politiker, partiledare i folkpartiet 1969-75, 84 år.
- 21 december – Kjell Larsson, svensk socialdemokratisk politiker, miljöminister 1998-2002. Avled i cancer.
- 22 december – Desmond Hoyte, Guyanas president 1985–1992.

### Fotnoter
1. 1 2 3 4 5 6 7 8 9 10 11 12 13 14 15 16 17 18 19 20 21 22 23 24 25 26 27 28 29 30 31 32 33 34 35 36 37 38 39 40 41 42 43 44 45 46 47 48 49 50 51 52 53 54 55 56 57   När Var Hur 2003. DN
2. 1 2 3 4 5 6 7 8 9 10 11 12 13 14 15 16 17 18 19   När Var Hur 2004. DN